# Дмитрик Петро Федосійович
Петро Федосійович Дмитрик (нар. 2 (15) січня 1901, Ягубець — 24 березня 1982) — Герой Радянського Союзу.

## Біографія
Народився 2 (15 січня) 1901 року в селі Ягубці (нині Христинівського району Черкаської області) в родині селянина. Українець. Закінчив початкову школу. З 14 років працював на кінному заводі поміщика в рідному селі. Потім був підмайстром у столяра. Після Жовтневого перевороту служив у Червоній Армії. Після служби повернувся в рідне село, працював теслею в колгоспі. З 1930 року — бригадир будівельної бригади в колгоспі.
В боях радянсько-німецької війни з 1941 року. Потрапив в оточення. Був у таборі для військовополонених, звідки втік. З лютого 1944 року знову в армії. Був командиром відділення 920-го стрілецького полку 247-ї стрілецької дивізії 69-ї армії 1-го Білоруського фронту. Звільняв Польщу, брав участь у взятті міста Франкфурта-на-Одері, був поранений.
28 липня 1944 року сержант Дмитрик в числі перших переправився через Віслу на південний захід від міста Пулави (Польща). Відразу атакував позиції противника, повів бійців в рукопашну сутичку. У короткій сутичці заколов багнетом п'ятьох гітлерівців і, тягнучи за собою бійців, увірвався в опорний пункт противника.
Зайнявши два населених пункти, батальйон зустрів сильний опір. Противник великими силами почав контратакувати підрозділи, що переправилися. Сержант Дмитрик, швидко окопавшись зі своїм відділенням, вступив в бій з противником. Відбивши три сильні контратаки, відділення сержанта Дмитрика встояло на досягнутому рубежі, чим сприяло утриманню плацдарму на західному березі Вісли.
Указом Президії Верховної Ради СРСР від 24 березня 1945 року за мужність, відвагу і героїзм, проявлені в боротьбі з німецько-фашистськими загарбниками, сержанту Дмитрику Петру Федосійовичу присвоєно звання Героя Радянського Союзу з врученням ордена Леніна і медалі «Золота Зірка» (№ 5581).
Після війни демобілізований. Працював на батьківщині бригадиром будівельної бригади в колгоспі. Член КПРС з 1955 року. Помер 24 березня 1982 року.

## Нагороди, пам'ять
Нагороджений орденами Леніна (24 березня 1945), Червоної Зірки (13 квітня 1945), Слави 2-го (2 квітня 1945) і 3-го ступеня (24 листопада 1944), медалями «За визволення Варшави», «За взяття Берліна», «За перемогу над Німеччиною».
На його честь названі вулиця і школа, а також була названа піонерська дружина у рідному селі.